# Tarano
Tarano è un comune italiano di 1 365 abitanti della provincia di Rieti nel Lazio.

## Geografia fisica
Il centro storico di Tarano si trova a 234 metri di altezza sul livello del mare, tra Lazio e Umbria, su un terrazzo fluviale di origine geologica pleistocenica residuo del bacino tiberino. Il torrente Campana ed un suo fosso affluente scorrono ai lati del centro storico di Tarano, da cui trae probabilmente il toponimo Interamnia, tra due corsi d'acqua, mutato nei secoli in Tarano. La valle Campana dal nome omonimo del Torrente o Aia di Campana, ha lo stesso nome dell'antica via rurale, via Campana, collegava il paese direttamente al Tevere costeggiando i borghi di Cicignano e Foglia.
Nel territorio comunale nella frazione di San Polo scorre il torrente Aia affluente del Tevere.

### Clima
- Classificazione climatica: zona D, 1879 GR/G

## Storia
Tra il 1347 e il 1352 la popolazione di Tarano si unisce alle ribellioni di Cola di Rienzo per rivendicare i liberi comuni, contro i soprusi dei baroni.
Il paese di Tarano subì dei danni a causa del terremoto della Marsica del 1915, per un po' di tempo gli sfollati furono accolti in baracche di legno poste nel luogo ove in seguito nacquero gli abitati di San Giorgio (Baracche di Tarano) e Borgonuovo (Baracche di San Polo).
Durante la ritirata della Wehrmacht dal comune di Collevecchio il 5 giugno 1944, Antonio Peloni agricoltore residente a Fianello, costretto dai tedeschi a trasportate gli armenti con la Traja, una slitta in legno trainata dagli animali, fu ucciso dai nazisti insieme ai suoi animali nel comune di Tarano presso il guado del torrente Campana sulla strada Costa dei Zoppi che scende da Cicignano frazione del comune di Collevecchio.

### Simboli
Lo stemma e il gonfalone del comune di Tarano sono stati concessi con decreto del presidente della Repubblica del 1º ottobre 2020.
Il gonfalone è un drappo di bianco, bordato di rosso.

## Monumenti e Luoghi d'interesse

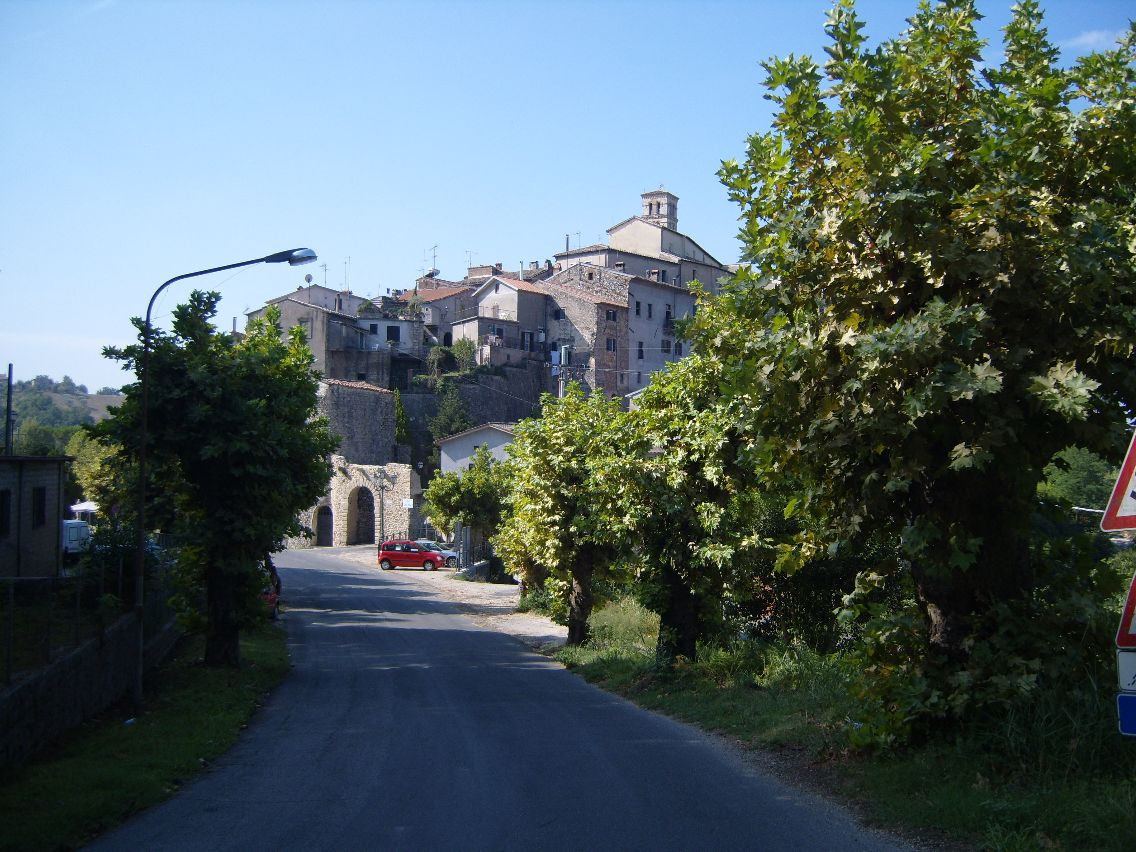
L'ingresso del paese

- Centro storico di Tarano
- Centro storico di San Polo
- Via Campana

## Società

### Evoluzione demografica
Abitanti censiti

## Amministrazione
| Periodo | Periodo   | Primo cittadino     | Partito      | Carica  | Note |
| ------- | --------- | ------------------- | ------------ | ------- | ---- |
| 1990    | 1995      | Ruggero Carletti    | lista civica | Sindaco |      |
| 1995    | 2004      | Bruno Nofroni       | lista civica | Sindaco |      |
| 2004    | 2009      | Touhami Garnaoui    | lista civica | Sindaco |      |
| 2009    | 2014      | Bruno Nofroni       | lista civica | Sindaco |      |
| 2014    | 2019      | Miranda Glandarelli | lista civica | Sindaco |      |
| 2019    | in carica | Miranda Glandarelli | lista civica | Sindaco |      |

### Altre informazioni amministrative
Nel 1923 passa dalla provincia di Perugia in Umbria, alla provincia di Roma nel Lazio, e nel 1927, a seguito del riordino delle circoscrizioni provinciali stabilito dal regio decreto n. 1 del 2 gennaio 1927, per volontà del governo fascista, quando venne istituita la provincia di Rieti, Tarano passa a quella di Rieti.